# سعة الانتشار
سعة الانتشار (DL) (المعروف أيضًا باسم عامل النقل هو تعبير آخر عن قدرة الانتشار السابقة). يقيس نقل الغاز من الهواء في الرئة إلى خلايا الدم الحمراء في الأوعية الدموية الرئوية. يعد جزءًا من سلسلة شاملة من اختبارات الوظائف الرئوية لتحديد القدرة الكلية للرئة على نقل الغاز إلى الدم والخروج منه. DL ، وخاصة DLCO ، يتم تقليله في بعض أمراض الرئة والقلب. لقد تم توحيد قياس DLCO وفقًا لورقة الموقف  من قِبل فرقة عمل تابعة للجمعية الأوروبية لأمراض الصدر الأمريكية.
إن قدرة الانتشار لا تقيس مباشرة السبب الرئيسي لنقص الأكسجين في الدم، أو انخفاض الأكسجين في الدم، أي عدم تطابق التهوية مع التروية:
- لا ينتقل كل الدم الشرياني الرئوي إلى مناطق الرئة حيث يمكن أن يحدث تبادل للغاز (القطع التشريحية أو الفسيولوجية) ، وينضم هذا الدم المؤكسد بشكل سيء إلى الدم المؤكسج جيدًا من الرئة السليمة في الوريد الرئوي. معًا، يحتوي المزيج على كمية أقل من الأكسجين من الدم الناتج عن الرئة السليمة وحدها، وكذلك نقص الأكسجين.
- وبالمثل، لا ينتقل كل الهواء الملهم إلى مناطق الرئة حيث يمكن أن يحدث تبادل الغاز (الفضاءان التشريحي والفسيولوجي) ، وهكذا يضيع.

## الروابط الخارجية
- Pulmonary+diffusing+capacity في المكتبة الوطنية الأمريكية للطب نظام فهرسة المواضيع الطبية (MeSH).

- مدلاين بلس 003854
- American Association for Respiratory Care Clinical Practice Guidelines
- The American Physiological Society home page
- The American Thoracic Society home page
- The European Respiratory Society home page